# Jim Mitchell
James (Jim) Mitchell (ur. 19 października 1946 w Dublinie, zm. 2 grudnia 2002 tamże) – irlandzki polityk, działacz partii Fine Gael, deputowany oraz minister.

## Życiorys
Pochodził z rodziny wielodzietnej. Był bratem Gaya Mitchella. W wieku 14 lat rozpoczął pracę w dziale produkcji browaru produkującego piwo Guinness. Studiował wieczorowo informatykę w Trinity College Dublin. Po uzyskaniu kwalifikacji analityka komputerowego przeszedł w swoim zakładzie pracy do działu informatycznego.
Zaangażował się w działalność polityczną w ramach Fine Gael. Bez powodzenia ubiegał się o miejsce w niższej izbie parlamentu w wyborach uzupełniających (1970, 1976) i powszechnych (1973). W 1974 wszedł w skład rady miejskiej Dublina, w latach 1976–1977 sprawował urząd burmistrza irlandzkiej stolicy. W 1977 po raz pierwszy uzyskał mandat posła do Dáil Éireann. W siedmiu kolejnych wyborach z powodzeniem ubiegał się o reelekcję, zasiadając w parlamencie do 2002.
Był członkiem rządów Garreta FitzGeralda. Pełnił funkcje ministra sprawiedliwości (od czerwca 1981 do marc 1981), ministra transportu oraz poczt i telegrafów (od grudnia 1982 do stycznia 1984), a także ministra komunikacji (od stycznia 1984 do marca 1987). W latach 2001–2002 był zastępcą przewodniczącego FG Michaela Noonana. W 2002 utracił mandat poselski. Zmarł w tym samym roku na chorobę nowotworową.